# Джекпот
Джекпот (англ. jack pot, jackpot — куш, найбільший виграш; дослівно «горщик, відерце, під яким сховано валета») — призовий фонд в деяких гральних автоматах, лотереях та інших азартних іграх.

## Сума виграшу
Сума виграшу у джекпоті може бути або фіксованою, або прогресивною (англ. Progressive). Якщо фіксована сума чітко визначена, то прогресивна зростає, починаючи з мінімальної заданої суми і додаючи до себе, наприклад, деякий певний відсоток від кожної нової ставки аж до випадання джекпоту, після чого зростання починається знову з мінімальної суми. Зазвичай прогресивний джекпот є суперпризом.